# 大蔵大臣アワー
『大蔵大臣アワー ふところ放談』（おおくらだいじんアワー ふところほうだん）は、1965年2月18日 - 5月20日の間、毎週木曜23時台に日本テレビ系列で放送された情報・教養番組。提供は、宇部興産、八幡製鉄、富士製鉄。

## 概要
「政治と台所を結びつける」ことを狙いに制作された番組で、当時の大蔵大臣・田中角栄（自民党所属）をメインに、経済関係の諸問題について、レギュラー陣の経済評論家やゲストを交えて談じるトーク番組。政府広報番組ではなく、民間企業がスポンサー提供する一般番組の扱いであった。同系列局が存在しない新潟県（田中の地元）では、TBS系列の新潟放送で毎週木曜6時と金曜午後の2回にわたりスポンサーを付けずに放送された。
民間企業が提供する番組に国務大臣が出演し、実質的に自民党のPRや自身のPRを行っていたことが国会でも問題になり、半年の放送予定が3ヶ月（14回）で打ち切りとなった。

## 出演者

### レギュラー
- 田中角栄 - 大蔵大臣
- 小汀利得 - 経済評論家
- 小林七郎 - 経済評論家
- 影山裕子 - 日本電信電話公社調査役[2]

### ゲスト
- 第1回（2月18日）：福島慶子[2][4]
- 第2回（2月25日）：沢村貞子、中村メイコ
- 第3回（3月4日）：福島慶子
- 第4回（3月11日）：細川隆元
- 第6回（3月25日）：福島慶子
- 第7回（4月1日）：福島慶子
- 第11回（4月29日）：沢村貞子
- 第13回（5月13日）：大宅壮一
- 第14回（5月20日）：藤原弘達

## その他
- 田中の地元である新潟県の新潟放送では、再放送を含め、スポンサーなしで週2回放送した[1]。
- 番組終了後の6月3日に、田中は3年近く在任した大蔵大臣を退任し、自由民主党幹事長となった。
- 後継番組『20世紀の顔』が7月15日に開始するまでの間は、7週にわたって、折からの第7回参議院議員通常選挙（7月3日投票）に関連した特別番組がこの時間帯を埋めたが、田中は自由民主党幹事長として、その一部に出演している。